# Night Train to Lisbon
Night Train to Lisbon is een internationaal gecoproduceerde dramafilm uit 2013, geregisseerd door Bille August met in de hoofdrol Jeremy Irons. De film is gebaseerd op de roman Nachttrein naar Lissabon uit 2004 van Pascal Mercier. De film won drie Portugese filmprijzen (Prémios Sophia).

## Verhaal
Raimund Gregorius, een Zwitserse professor in de filosofie, redt een jonge vrouw van een brug in Bern, Zwitserland. Naar aanleiding van dit incident stuit hij op een boek van de Portugese auteur Amadeu do Prado, waarin wordt gesproken over verzet tegen de militaire dictatuur. Geobsedeerd door geschiedenis besluit Raimund de trein naar Lissabon te nemen om meer over de auteur te weten te komen.

## Rolverdeling
- Jeremy Irons als Raimund Gregorius
- Lena Olin als Estefania
  - Mélanie Laurent als jonge Estefânia
- Jack Huston als Amadeu do Prado
- Martina Gedeck als Mariana
- Nicolau Breyner als Silva
- Bruno Ganz als Jorge O'Kelly
  - August Diehl als jonge Jorge O'Kelly
- Christopher Lee als pater Bartolomeu
  - Filipe Vargas als jonge pater Bartolomeu
- Charlotte Rampling als Adriana do Prado
  - Beatriz Batarda als jonge Adriana do Prado
- Tom Courtenay als João Eça
  - Marco d'Almeida als jonge João Eça
- Burghart Klaußner als Rechter Prado
- Adriano Luz als Rui Luís Mendes, de "Slager van Lissabon"

## Release
De film ging in première op 13 februari 2013, buiten competitie op het 63e Internationaal filmfestival van Berlijn.

## Ontvangst
Op Rotten Tomatoes heeft Night Train to Lisbon een waarde van 41% en een gemiddelde score van 4,90/10, gebaseerd op 29 recensies. Op Metacritic heeft de film een gemiddelde score van 30/100, gebaseerd op 8 recensies.

## Prijzen en nominaties
| Jaar | Prijs          | Categorie                    | Genomineerde(n)            | Uitslag     |
| ---- | -------------- | ---------------------------- | -------------------------- | ----------- |
| 2014 | Prémios Sophia | Beste film                   | Ana Costa & Paulo Trancoso | Genomineerd |
| 2014 | Prémios Sophia | Beste mannelijke bijrol      | Marco d'Almeida            | Genomineerd |
| 2014 | Prémios Sophia | Beste mannelijke bijrol      | Adriano Luz                | Genomineerd |
| 2014 | Prémios Sophia | Beste vrouwelijke bijrol     | Beatriz Batarda            | Gewonnen    |
| 2014 | Prémios Sophia | Beste Art Direction          | Augusto Mayer              | Gewonnen    |
| 2014 | Prémios Sophia | Beste make-up en haarstyling | Sano de Perpessac          | Gewonnen    |